# Neith (vương hậu)
Neith là một công chúa, đồng thời là vương hậu sống vào thời kỳ Vương triều thứ 6 trong lịch sử Ai Cập cổ đại. Bà được đặt theo tên nữ thần Neith.

## Thân thế
Neith được cho là một người con gái của pharaon Pepi I và vương hậu Ankhesenpepi I. Bà kết hôn với Pepi II, là con của pharaon Merenre Nemtyemsaf I và Ankhesenpepi II (Merenre là anh em ruột với Neith, trong khi đó Ankhesenpepi II là dì ruột của Neith), khiến mối quan hệ của hoàng tộc trở nên phức tạp. Bà có thể là mẹ của pharaon Merenre Nemtyemsaf II. Một nữ hoàng tên Nitocris, được cho là truyền thuyết, và cũng được xem là con của Neith và Pepi II.
Danh hiệu của Neith được tìm thấy trên tường mộ của bà: "Con gái của Vua Mennefer-Meryre", "Vợ của Vua" và "Mẹ của Vua",...

## Chôn cất
Trong số những kim tự tháp được xây cho các hậu phi của Pepi II, kim tự tháp của Neith là lớn nhất. Văn khắc kim tự tháp được phát hiện lần thứ hai tại đây, sau bản khắc của Ankhesenpepi II. Phòng mộ được đặt một cỗ quách bằng đá granite đỏ và một cái rương. Phần hài cốt còn lại của Neith cũng đã được phát hiện.